# Hiperconocimiento
La denominación de hiperconocimiento se refiere a la forma de procesar un conjunto de conocimientos, permitiendo pasar de un concepto a otro, de un sistema de conceptos a otro, de una perspectiva del conocimiento a otra. Usando una metáfora comparativa, el hiperconocimiento es al conocimiento lo que el hipertexto es al texto.
Un modelo factible en el campo de la Ciencia, Tecnología y Sociedad (CTS), sería el que permitiese la posibilidad de ver una aplicación o tecnología desde las diversas perspectivas; técnica, social, económica, legal, política...
Quizás la primera discusión sistemática publicada sobre hiperconocimiento se deba a Chang, Holsapple y Whinston (p. 19), al introducir la idea de que un Sistema de Ayuda a la Decisión (SAD) debería constituir un entorno de hiperconocimiento con sus usuarios:
| «[...] podemos concebir un sistema de ayuda a la decisión (SAD) como un entorno rico en conocimiento en el cual se encuentra inmerso un decisor. En tal entorno, el decisor puede entrar en contacto y manipular el conocimiento incorporado en cualquiera de los conceptos de una vasta colección de conceptos interrelacionados. El decisor es capaz de navegar espontáneamente a través de los conceptos del SAD de una manera directa o asociativa, deteniéndose en cualquier concepto que le interese e interactuar con él o con alguna imagen suya. El modo de interacción depende de la naturaleza del concepto o de su imagen. Idealmente, un entorno de ayuda a la decisión es una extensión del mundo cognitivo privado del usuario, que amplia los límites cognitivos de las representación del conocimiento. Sus capacidades de procesamiento del conocimiento aumentan las habilidades mentales del usuario, superando los límites cognitivos de velocidad y capacidad del procesamiento estrictamente humano de conocimiento.» |

Según estos autores, las características fundamentales de un entorno de hiperconocimiento son las siguientes:
- el usuario puede navegar e interactuar con diversos conceptos, los cuales:
  - pueden ser epistemológicamente diferentes
  - pueden estar organizados en mapas cognitivos borrosos
  - pueden estar interrelacionados y ser interdependientes

- las relaciones entre conceptos:
  - pueden ser estructuradas o dinámicas
  - pueden cambiar o adaptarse al contexto

En cuanto al diseño de un sistema de hiperconocimiento, las siguientes son dos cuestiones relevantes a tener en cuenta:
- debe ser lo suficientemente formal y estructurado para manejar problemas grandes y complejos
- debe acompañar al usuario en toda interacción con el entorno de hiperconocimiento (en un sistema informático, cada usuario debe tener su propio equipo de agentes inteligentes software (ISA) que le acompañen durante la navegación o la resolución de tareas)

Finalmente, por representar hiperconocimiento debemos entender la identificación, o aproximación, de funciones de hiperconocimiento (explicar, describir y predecir el comportamiento de un sistema). Métodos conocidos de representación y manipulación de conocimiento son: lógica borrosa y conjuntos borrosos, conjuntos rough, sistemas de producción, redes semánticas, redes de creencia, marcos, cálculo de incidencias, lógicas modales, mapas cognitivos, mapas cognitivos borrosos, etc. Para representar hiperconocimiento, uno de los modelos más conocidos es el sistema de estructuras.
Nos pasamos toda la vida decidiendo, individualmente o en comunidad. Mediante los sistemas de ayuda a la decisión intentamos procesar mejor toda la información y conocimiento que nos conduzcan hacia una decisión. Quizás entendamos mejor la importancia de las estructuras de hiperconocimiento desde esta perspectiva: la resolución de cualquier proceso de decisión supone la «navegación inteligente» a través de un universo de conceptos, donde estos son evaluados los unos frente a los otros, en función de diversas valoraciones de su relevancia, influencia e interdependencia, lo cual hace progresar al proceso de decisión hacia las decisiones finales, que qué duda cabe, serán las mejores que podramos tomar.